# Monika Bergmann-Schmuderer
Monika Bergmann-Schmuderer, née le 17 avril 1978, est une skieuse allemande. Sa spécialité est le slalom.

## Jeux olympiques
- 3 participations à Nagano en 1998, Salt Lake City en 2002 et Turin en 2006.
- Meilleur résultat : 6e place sur le slalom de Salt Lake City.

## Championnats du Monde
- Championnats du monde de ski alpin 2005 à Bormio  Italie :
  -  Médaille d'or par équipes.

## Coupe du monde
- Meilleur classement en Coupe du monde : 2de place en slalom.
- 6 podiums en carrière

## Championnats du Monde juniors
- -  Championne du monde junior de descente en 1997 à Schladming  Autriche
  -  Vice-championne du monde junior de slalom en 1996  et 1998 à Schwytz  Suisse et Megève  France